# Labuhan Bilik
Labuhan Bilik is een bestuurslaag in het regentschap Labuhan Batu van de provincie Noord-Sumatra, Indonesië. Labuhan Bilik telt 3941 inwoners (volkstelling 2010).